# Bert Glennon
Pour les articles homonymes, voir Glennon.
Bert Glennon, né Robert Lawrence Glennon le 19 novembre 1893 à Anaconda (Montana), mort le 29 juin 1967 à Los Angeles (Californie), dans le quartier de Sherman Oaks, est un directeur de la photographie, réalisateur et acteur américain, membre de l'ASC.

## Biographie
Au cinéma, Bert Glennon apparaît comme acteur dans un court métrage muet (1912), puis dans un long métrage muet (1914), The Patchwork Girl of Oz (en) de J. Farrell MacDonald, inspiré des récits du pays d'Oz, où il tient le rôle de l'épouvantail.
Cette première expérience reste sans lendemain et il devient chef opérateur à l'occasion de Ramona (en) (réputé perdu), réalisé par Donald Crisp et sorti en 1916. Il exerce cette activité sur cent-quinze films américains (dont près de quarante muets), y compris plusieurs westerns. Son dernier long métrage est The Man from Galveston de William Conrad (1963, avec Jeffrey Hunter et James Coburn), après lequel il se retire.
Bert Glennon est connu pour sa collaboration avec les réalisateurs Josef von Sternberg (quatre films, dont L'Impératrice rouge en 1934, avec Marlène Dietrich et John Lodge) et John Ford (huit films, dont Rio Grande en 1950, avec John Wayne et Maureen O'Hara). Il assiste notamment Cecil B. DeMille (deux films, dont Les Dix Commandements, version muette de 1923, avec Theodore Roberts et Charles de Rochefort), Raoul Walsh (deux films, dont La Charge fantastique en 1941, avec Errol Flynn et Olivia de Havilland), Michael Curtiz (quatre films, dont Mission à Moscou en 1943, avec Walter Huston et Ann Harding), Delmer Daves (quatre films, dont La Maison rouge en 1947, avec Edward G. Robinson et Judith Anderson), ou encore André De Toth (quatre films, dont Chasse au gang en 1953, avec Sterling Hayden), entre autres.
En 1940 et 1942, il obtient trois nominations à l'Oscar de la meilleure photographie (voir détails ci-dessous), mais n'en gagne pas.
En marge de son activité principale de chef opérateur, il est aussi réalisateur de neuf films (un seul muet), sortis entre 1928 et 1932, dont Le Crime de monsieur Benson (The Perfect Crime) de Bert Glennon (1928, avec Clive Brook et Irene Rich). Il est également monteur (l'unique fois de sa carrière) du dernier, South of Santa Fe.
Enfin, à la télévision, Bert Glennon est directeur de la photographie sur quatorze séries, de 1955 à 1963.
Il est inhumé au cimetière de la Mission San Fernando à Mission Hills (Los Angeles).

## Filmographie

### Comme directeur de la photographie (sélection)
Au cinéma
- 1916 : Ramona de Donald Crisp

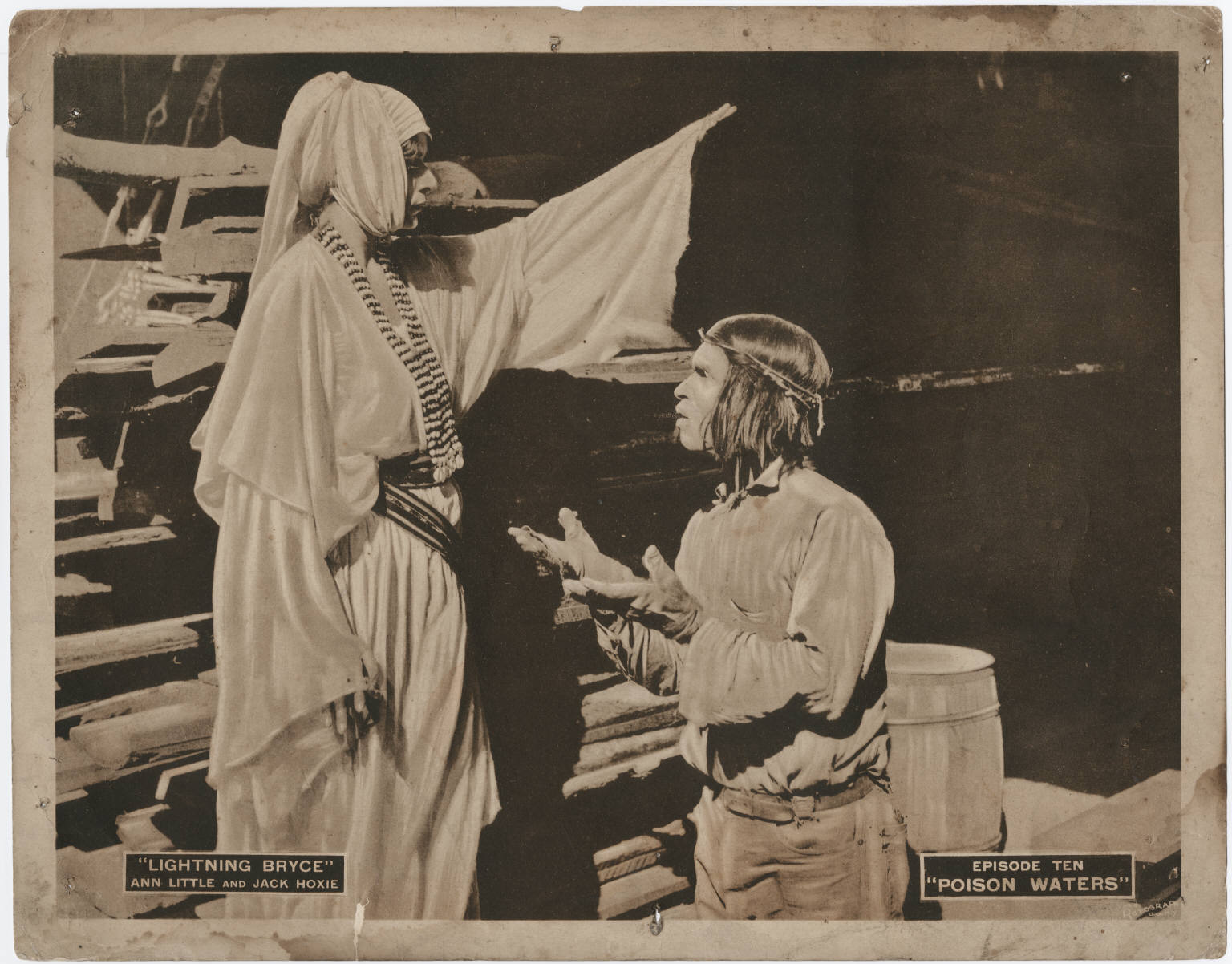
Lightning Bryce (1919) :
Ann Little et Jack Hoxie.

- 1917 : Eyes of the World de Donald Crisp
- 1919 : Lightning Bryce de Paul Hurst
- 1920 : The Kentucky Colonel (en) de William A. Seiter
- 1921 : Cheated Love de King Baggot
- 1921 : The Kiss de Jack Conway
- 1921 : Moonlight Follies de King Baggot
- 1921 : A Daughter of the Law de Jack Conway
- 1922 : Morane le marin (Moran of the Lady Letty de George Melford
- 1922 : Sur les sables brûlants (Burning Sands) de George Melford
- 1923 : Les Dix Commandements (The Ten Commandments) de Cecil B. DeMille
- 1923 : Celles qui souffrent (You can't fool your Wife) de George Melford
- 1923 : Java Head de George Melford
- 1924 : Triomphe (Triumph) de Cecil B. DeMille
- 1924 : Souvent femme varie de Paul Iribe
- 1925 : La Comtesse Voranine (A Woman of the World) de Malcolm St. Clair
- 1925 : Blanco, cheval indompté (Wild Horse Mesa) de George B. Seitz
- 1926 : Good and Naughty de Malcolm St. Clair
- 1927 : Hotel Imperial de Mauritz Stiller
- 1927 : Les Nuits de Chicago (Underworld) de Josef von Sternberg
- 1927 : Barbed Wire de Rowland V. Lee et Mauritz Stiller
- 1927 : La Cité maudite (The City gone Wild) de James Cruze
- 1927 : Confession (The Woman on Trial) de Mauritz Stiller
- 1928 : Crépuscule de gloire (The Last Command) de Josef von Sternberg
- 1928 : La Rue des péchés (Street of Sin) de Mauritz Stiller
- 1928 : Le Patriote (The Patriot) d'Ernst Lubitsch
- 1932 : The Half Naked Truth de Gregory La Cava
- 1932 : Blonde Vénus (Blonde Venus) de Josef von Sternberg

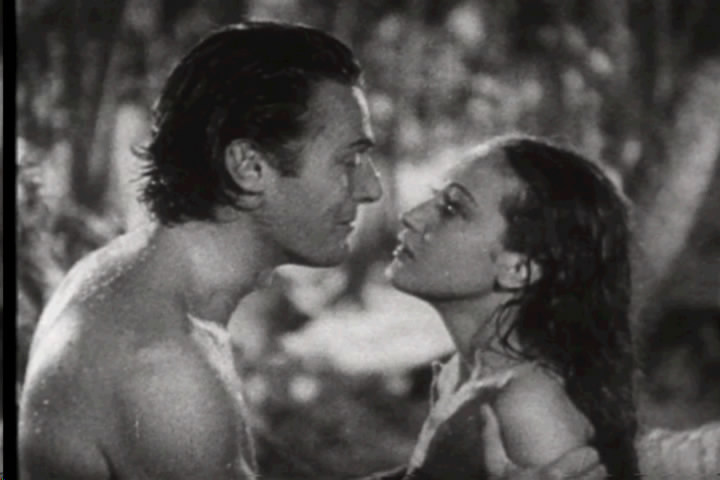
The Hurricane (1937) :
Jon Hall et Dorothy Lamour.

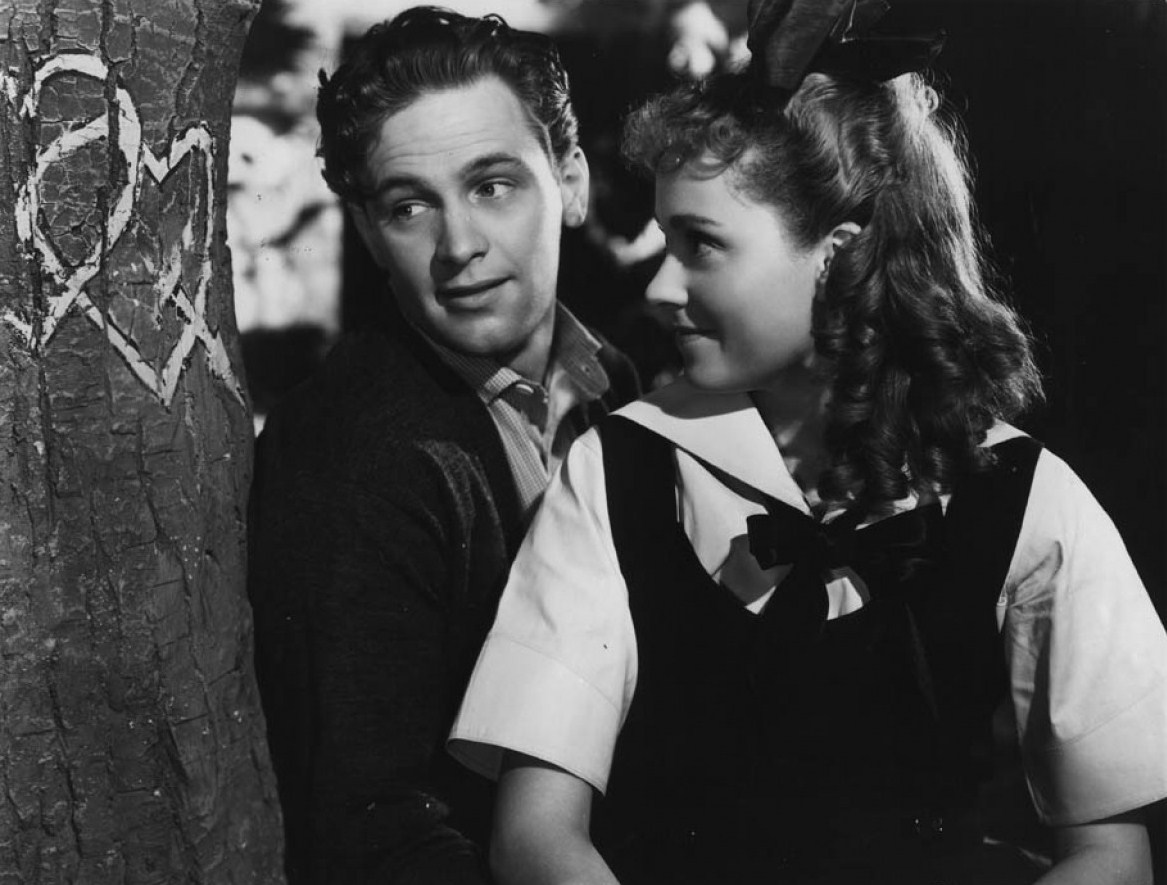
Une petite ville sans histoire (1940) :
William Holden et Martha Scott.

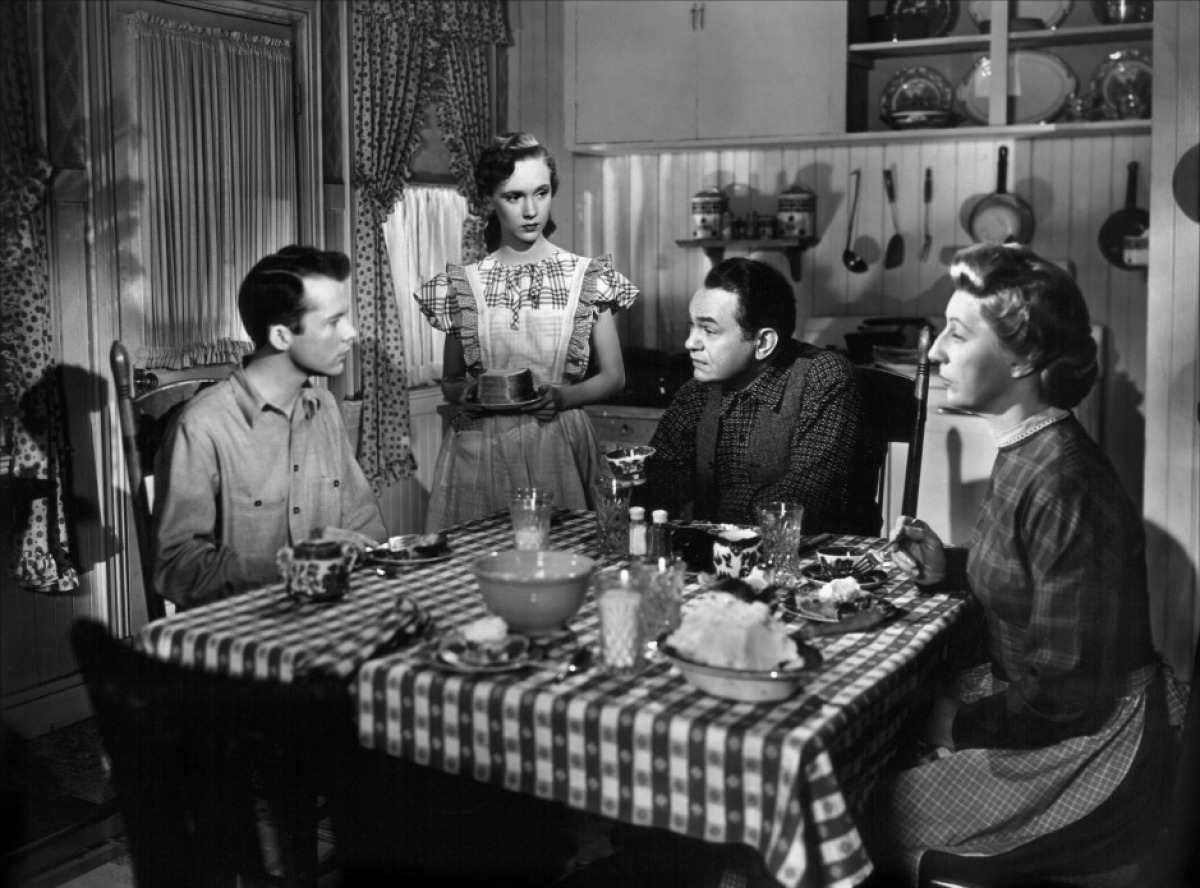
La Maison rouge (1947) :
De g. à d. : Lon McCallister, Allene Roberts, Edward G. Robinson et Judith Anderson.

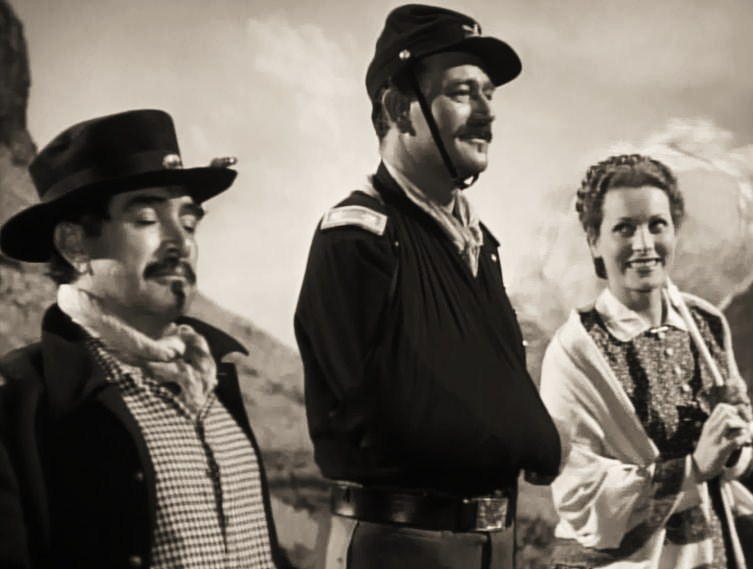
Rio Grande (1950) :
De g. à d. : J. Carrol Naish, John Wayne et Maureen O'Hara.

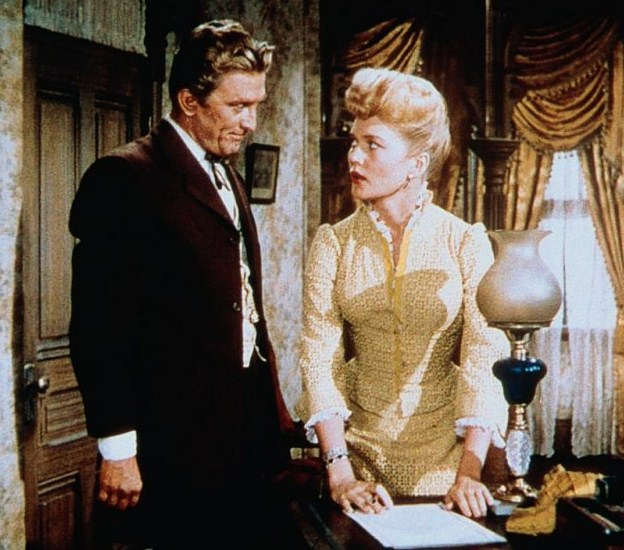
La Vallée des géants (1952) :
Kirk Douglas et Patrice Wymore.

- 1933 : Gloire éphémère (Morning Glory) de Lowell Sherman
- 1933 : Croisière sentimentale (Melody Cruise) de Mark Sandrich
- 1933 : Le Phalène (Christopher Strong) de Dorothy Arzner
- 1933 : Alice au pays des merveilles (Alice in Wonderland) de Norman Z. McLeod
- 1933 : Gabriel au-dessus de la Maison-Blanche (Gabriel over the White House) de Gregory La Cava
- 1934 : Grand Canary d'Irving Cummings
- 1934 : L'Impératrice rouge (The Scarlet Empress) de Josef von Sternberg
- 1934 : Hell in the Heavens de John G. Blystone
- 1935 : The Lottery Lover de Wilhelm Thiele
- 1935 : Ginger de Lewis Seiler
- 1935 : Thunder in the Night de George Archainbaud
- 1935 : Pas de pitié pour les kidnappeurs (Show Them No Mercy!) de George Marshall
- 1936 : Je n'ai pas tué Lincoln (The Prisoner of Shark Island) de John Ford
- 1936 : Half Angel de Sidney Lanfield
- 1936 : Le Pacte (Lloyd's of London) d'Henry King
- 1936 : Little Miss Nobody de John G. Blystone
- 1936 : Fossettes (Dimples) de William A. Seiter
- 1937 : The Hurricane de John Ford
- 1937 : Le Prisonnier de Zenda (The Prisoner of Zenda) de John Cromwell
- 1938 : Le Proscrit (Kidnapped) d'Alfred L. Werker
- 1939 : La Chevauchée fantastique (Stagecoach) de John Ford
- 1939 : Sur la piste des Mohawks (Drums along the Mohawks) de John Ford
- 1939 : La Mousson (The Rains came) de Clarence Brown
- 1939 : Vers sa destinée (Young Mr. Lincoln) de John Ford
- 1940 : Howard le révolté (The Howards of Virginia) de Frank Lloyd
- 1940 : Swanee River de Sidney Lanfield
- 1940 : Une petite ville sans histoire (Our Town) de Sam Wood
- 1941 : Une nuit à Lisbonne (One Night in Lisbon) d'Edward H. Griffith
- 1941 : Le Dragon récalcitrant (The Reluctant Dragon) d'Hamilton Luske et Alfred L. Werker (prises de vues réelles)
- 1941 : Virginia d'Edward H. Griffith
- 1941 : La Charge fantastique (They died with their Boots on) de Raoul Walsh
- 1941 : Bombardiers en piqué (Dive Bomber), de Michael Curtiz
- 1941 : The Tanks are coming de William Reeves Easton
- 1942 : Sabotage à Berlin (Desperate Journey) de Raoul Walsh
- 1942 : Danseuse de cabaret (Juke Girl) de Curtis Bernhardt
- 1943 : Mission à Moscou (Mission to Moscow) de Michael Curtiz
- 1943 : Destination Tokyo de Delmer Daves
- 1943 : Le Chant du désert (The Desert Song) de Robert Florey
- 1943 : This Is the Army de Michael Curtiz
- 1944 : Hollywood Canteen de Delmer Daves
- 1945 : San Antonio de David Butler
- 1946 : Shadow of a Woman de Joseph Santley
- 1946 : One More Tomorrow de Peter Godfrey
- 1946 : Nuit et Jour (Night and Day) de Michael Curtiz
- 1947 : La Maison rouge (The Red House) de Delmer Daves
- 1947 : J'accuse cette femme (Mr. District Attorney) de Robert B. Sinclair
- 1947 : Copacabana d'Alfred E. Green
- 1948 : L'Impitoyable (Ruthless) d'Edgar George Ulmer
- 1949 : Feu rouge (Red Light) de Roy Del Ruth
- 1950 : Le Convoi des braves (Wagon Master) de John Ford
- 1950 : Rio Grande de John Ford
- 1951 : Opération dans le Pacifique (Operation Pacific) de George Waggner
- 1951 : Le Frelon des mers (The Sea Hornet) de Joseph Kane
- 1952 : Demi-tour à droite (About Face) de Roy Del Ruth
- 1952 : La Vallée des géants (The Big Trees) de Felix E. Feist
- 1953 : L'Homme au masque de cire (House of Wax) d'André De Toth
- 1953 : Le Voleur de minuit (The Moonlighter) de Roy Rowland
- 1953 : Chasse au gang (Crime Wave) d'André De Toth
- 1953 : La Taverne des révoltés (The Man behind the Gun) de Felix E. Feist
- 1953 : La Trahison du capitaine Porter (Thunder over the Plains) d'André De Toth
- 1954 : Le tueur porte un masque (The Mad Magician) de John Brahm
- 1954 : Le Cavalier traqué (Riding Shotgun) d'André De Toth
- 1956 : Davy Crockett et les Pirates de la rivière (Davy Crockett and the River Pirates) de Norman Foster
- 1960 : Le Sergent noir (Sergeant Rutledge) de John Ford
- 1963 : The Man from Galveston de William Conrad

À la télévision (séries)
- 1955 : Le Monde merveilleux de Disney (The Wonderful World of Disney ou Disneyland), Saison 2, épisode 3 Jiminy Cricket presents Bongo d'Hamilton Luske, épisode 10 Davy's Crockett's Keelboat Race de Norman Foster, épisode 12 The Goofy Success Story de Jack Kinney et Wolfgang Reitherman, et épisode 13 Davy Crockett and the River Pirates de Norman Foster
- 1959 : Bonanza, Saison 1, épisode A Rose for Lotta d'Edward Ludwig
- 1959 : Laramie, Saison 1, épisode 7 The Iron Captain
- 1960 : Sugarfoot, Saison 4, épisode 1 Shadow Catcher de Leslie Goodwins
- 1962 : Cheyenne, Saison 6, épisode 14 A Man called Ragan de Richard C. Sarafian et Robert Sparr

### Comme réalisateur (intégrale)
(sauf mention contraire ou complémentaire)
- 1920 : The Jackeroo of Coolabong de Wilfred Lucas (assistant-réalisateur)
- 1928 : Le Crime de monsieur Benson (The Perfect Crime), avec Clive Brook, Irene Rich
- 1928 : Cité de la terreur (Gang War)
- 1929 : The Air Legion, avec Antonio Moreno, Ben Lyon
- 1929 : Syncopation, avec Ian Hunter, Verree Teasdale
- 1930 : Girl of the Port, avec Mitchell Lewis, Duke Kahanamoku
- 1930 : Around the Corner (en)
- 1930 : Paradise Island, avec Marceline Day
- 1931 : In Line of Duty, avec Noah Beery, Francis McDonald
- 1932 : South of Santa Fe (en) (+ monteur), avec Bob Steele

### Comme acteur (intégrale)
- 1912 : A Hospital Hoax, court métrage (réalisateur non-spécifié)
- 1914 : The Patchwork Girl of Oz de J. Farrell MacDonald

## Nominations
Trois nominations à l'Oscar de la meilleure photographie :
- en 1940, catégorie noir et blanc, pour La Chevauchée fantastique, et catégorie couleur, pour Sur la piste des Mohawks (la deuxième, partagée avec Ray Rennahan) ;
- en 1942, catégorie noir et blanc, pour Dive Bomber.